# Terapon
Terapon, también conocido como roncador o trompetero, es un género de peces con aletas radiadas de la familia Terapontidae, conocidos comúnmente como los roncadores. 
Una emendación injustificada que ha aparecido en la literatura es Therapon. Esta fue introducida en 1819 debido a que se percibió que Terapon era una transcripción incorrecta de la palabra griega therapon.De hecho, la etimología original pretendida era griega: teras = "cosa extraña, monstruo, maravilla" (cf. teratosaurus) + griego: pontios = "marino", relacionado con el mar.

## Especies
Hay dos especies en el género Terapon : 
- Terapon jarbua Fabricius, 1775 (Jarbua terapon)
- Terapon theraps Cuvier, 1829 (Terapon a gran escala)